# Chamaedorea christinae
Chamaedorea christinae är en enhjärtbladig växtart som beskrevs av Donald R. Hodel. Chamaedorea christinae ingår i släktet Chamaedorea och familjen Arecaceae.
Artens utbredningsområde är Colombia. Inga underarter finns listade i Catalogue of Life.